# 금호중앙여자고등학교
금호중앙여자고등학교(錦湖中央女子高等學校)는 대한민국 광주광역시 북구 운암동에 위치한 사립 고등학교이다.

## 학교 연혁
- 1959년 12월 26일 : 학교법인 죽호학원 설립인가(광주시 서구 양동 60-2), 초대 이사장 박인천 선생 취임
- 1960년 2월 19일 : 광주중앙여자중·고등학교 설립인가 (중 21학급, 고 9학급)
- 1960년 3월 2일 : 초대 교장 최태근 선생 취임 (금호 중앙여중·고 교장 겸임)
- 1960년 3월 24일 : 입학생 120명 모집
- 1960년 4월 15일 : 개교와 동시에 입학식 거행 (개교기념일)
- 1973년 3월 5일 : 광주중앙여자중·고등학교 분리
- 1984년 5월 4일 : 광주광역시 북구 운암동 140번지로 교사 이전
- 2014년 3월 1일 : 금호중앙여자고등학교로 교명 변경
- 2019년 1월 31일 : 제57회 졸업 (졸업생 331명, 총 졸업생 26,340명)
- 2023년 9월 1일 : 제17대 교장 박영희 선생 취임
- 2024년 1월 24일 : 제17대 이사장 김현철 선생 취임

## 참고 자료
- 금호중앙여자고등학교 - 한국교육학술정보원 학교알리미